# 錢鑑
錢鑑（1434年—？），字克明，浙江杭州前衛人，軍籍，明朝政治人物。進士出身。

## 生平
早年出身國子生，成化元年（1465年）舉乙酉科浙江鄉試第八十一名。成化十四年（1478年）戊戌科會試第二百九十三名，殿試登進士第二甲第九十六名。

## 家族
曾祖父錢賢。祖父錢□。父亲錢震，曾任封刑部員外郎。母虞氏，封宜人。具庆下。娶王氏。